# Maria Butyrská
Maria Viktorovna Butyrská (Мария Викторовна Бутырская, * 28. června 1972 Moskva) je bývalá ruská krasobruslařka.
Krasobruslení se začala věnovat v pěti letech v moskevském klubu Vympel, později přešla do Dynama. Jejími trenéry byli Vladimir Kotin a Jelena Čajkovská.
Jejím prvním mezinárodním úspěchem bylo vítězství na Kanadské brusli v roce 1992, v roce 1993 debutovala na evropském šampionátu a obsadila páté místo (byl to pro ni první z deseti startů na ME v řadě).
V roce 1999 se stala první ruskou reprezentantkou, která vyhrála mistrovství světa v krasobruslení v kategorii žen. Bronzové medaile získala na MS v letech 1998 a 2000. Je trojnásobnou mistryní Evropy (1998, 1999 a 2002). Je nejstarší krasobruslařkou, která získala evropský i světový titul. Na olympiádě byla čtvrtá v roce 1998 a šestá v roce 2002. Na Hrách dobré vůle v roce 1994 obsadila třetí místo. Na zimní Univerziádě v roce 1995 získala stříbrnou medaili. Čtyřikrát v řadě vyhrála Trophée Lalique (1998 až 2001), zvítězila na NHK Trophy 1996 a 1999 a na Americké brusli 1998. Šestkrát byla mistryní Ruska (1993 a 1995 až 1999).
Je absolventkou Ruské státní tělovýchovné akademie a po ukončení aktivní kariéry se stala trenérkou mládeže. Pózovala pro časopis Playboy.
Jejím manželem je hokejista Vadim Chomickij, mají dva syny a dceru.